# تاریخ علم و فناوری در آفریقا

نقشهٔ مناطق آفریقا

تاریخ علم و فناوری در آفریقا به زمان شکل گیری تاریخ بشری بازمی‌گردد. نخستین شواهد از ابزارهای سنگی و ساخت ابزار بوسیلهٔ اجداد بشر از دره‌های واقع در آفریقای سیاه بدست آمده است. اما با وجود سهم قابل ملاحظهٔ آفریقا در توسعهٔ ریاضیات، متالورژی، معماری و زمینه‌های دیگر، مطالعهٔ تاریخ دانش در این منطقه از کرهٔ زمین، کمتر مورد توجه قرار گرفته است.